# でじたろう
でじたろう（1965年7月 - ）は、日本のゲームプロデューサー、実業家。別名義として小坂 崇氣（こさか たかき）を用いることもある。株式会社コンテライド・株式会社ニトロプラス代表取締役社長、株式会社ネルケプランニング社外取締役。

## 来歴

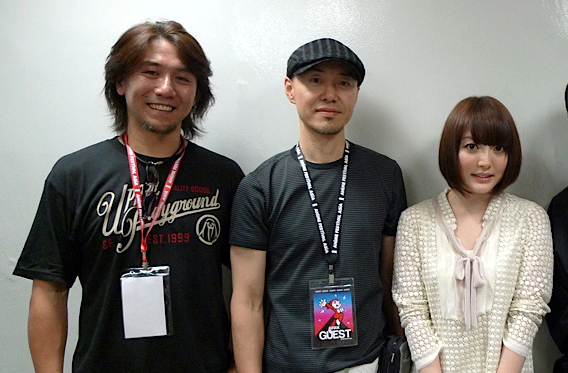
2010年11月14日、「アニメ・フェスティバル・アジア」にてグッドスマイルカンパニー社長安藝貴範（左）、声優花澤香菜（右）と

『機動戦士ガンダム』、『宇宙戦艦ヤマト』などの影響を受けこの業界へ入る。ガイナックスの広報関連の仕事などに関わった後、小学館にて『コロコロコミック』、『てれびくん』など各学年誌の編集を務める。
スタジオぬえの宮武一貴に弟子入りしたり永野護のアシスタントを務めた経験も有る。メカデザイナーを目指しており、バンダイから発売されたプラモデル『超機甲爆走ロボトライ』で初めてメカデザインを担当するも、この仕事でやり尽くしたと感じてしまい別の道を選ぶ。超機甲爆走ロボトライはアニメ化を前提とした玩具で商品も6万個売れたもののアニメ化には至らなかった。
その後角川書店、学研などの編集者を経て、2000年にニトロプラスを設立。一般のオタク以外の層の人々にも受け入れられる作品作りを目指し、ニトロプラスの一般化に貢献。プロデューサーとして同ブランド全作品の総指揮を執る。

## 人物
プロデューサーとしての活動の際には「でじたろう」名義を用いることが多いが、それ以外の経営者としての活動の際などには「小坂崇氣」名義を用いることも多い。たとえば、テレビアニメ『アルドノア・ゼロ』においては、企画としては「小坂崇氣」名義、プロデューサーとしては「でじたろう」名義でクレジット表記されている。
両名義が同一人物であることは公にされており、報道などでは「ニトロプラスのプロデューサー『でじたろう』その人にして同社代表取締役社長の小坂崇氣氏」「ゲームメーカー・ニトロプラスの代表取締役社長・でじたろう（小坂崇氣）さん」「ニトロプラス代表の小坂崇氣（でじたろう）氏」などのように、両名義を併記して報じられることも多い。

## 作品

### でじたろう名義

#### テレビアニメ
2008年
- BLASSREITER（企画）

2009年
- Phantom 〜Requiem for the Phantom〜（企画）

2011年
- 魔法少女まどか☆マギカ（企画）
- STEINS;GATE（スーパーバイザー）

2012年
- PSYCHO-PASS サイコパス（製作）

2013年
- 翠星のガルガンティア（チーフプロデューサー）
- 熱風海陸ブシロード（プロデューサー）

2014年
- そにアニ -SUPER SONICO THE ANIMATION-（企画）
- アルドノア・ゼロ（2014年 - 2015年、プロデューサー）
- DRAMAtical Murder（企画）
- PSYCHO-PASS サイコパス 新編集版（製作）
- PSYCHO-PASS サイコパス 2（製作）

2015年
- がっこうぐらし!（チーフプロデューサー）

2016年
- ラクエンロジック（チーフプロデューサー）
- 刀剣乱舞-花丸-（チーフプロデューサー）

2017年
- 活撃 刀剣乱舞（プロデューサー）

#### アニメーション映画
2013年
- 劇場版 STEINS;GATE 負荷領域のデジャヴ（スーパーバイザー）

2015年
- 劇場版 PSYCHO-PASS サイコパス（製作）

#### 実写ドラマ
- Thunderbolt Fantasy 東離劍遊紀（2016年、エグゼクティブプロデューサー）

#### 実写映画
- 映画刀剣乱舞-継承-（2019年、エグゼクティブプロデューサー）

### 小坂崇氣名義

#### テレビアニメ
2013年
- 翠星のガルガンティア（企画）

2014年
- アルドノア・ゼロ（2014年 - 2015年、企画）

2015年
- がっこうぐらし!（企画）

2016年
- ラクエンロジック（企画）
- 刀剣乱舞-花丸-（製作）

2017年
- ひなろじ〜from Luck & Logic〜（企画）

#### 実写ドラマ
- Thunderbolt Fantasy 東離劍遊紀（2016年、企画）

#### 実写映画
- 映画刀剣乱舞-継承-（2019年、製作）

## 関連人物
- 虚淵玄
- ジョイまっくす